# Дионисий (светец от XIV век)
Вижте пояснителната страница за други личности с името Дионисий.
Дионисий Костурски или Дионисий Атонски (на гръцки: Άγιος Διονύσιος) е православен и български светец от XIV век, основател на светогорския манастир Дионисиат.

## Биография
Роден е в 1316 година в костурското село Горенци, което тогава е под властта на Тесалийското княжество на Йоан II Ангел Дука, в средно заможно семейство. По-големият му брат Теодосий се замонашва в Константинопол и по-късно става игумен на манастира Филотей, който тогава е обитаван от български монаси. По време на игуменството му в манастира се установява и брат му Дионисий в 1335 година. В 1346 година Дионисий е ръкоположен за дякон и по-късно в същата година - за йеромонах. В 1347 година Дионисий се оттегля като аскет в една пещера близо до върха Малък Атон. Постепенно около 1350 година около него се събират други аскети и така се създава килията „Стар Предтеча“. Дионисий често нощува на брега, където няколко пъти получава видение на огнен факел. Дионисий разказва за видението си на своя приятел аксет Дометий, който му разтълкува съня като послание, че трябва да построи манастир. В 1370 година е построена кула на брега за защита от пирати.
След като научава, че брат му Теодосий е станал трапезундски митрополит, в 1374 година Дионисий заминава при него, за да може чрез него да изпроси от императора Алексий III Велики Комнин (1349 – 1390) пари за довършване на манастира, което и става. Така е създаден днешният манастир Дионисиат.
Дионисий умира в 1388 година в Трапезунд, по време на третото посещение на брат си. Погребан е тържествено, а придружаващите го монаси се завръщат богато обдарени.
Паметта на Дионисий се чества на 25 юни и 25 февруари стар стил.

## Първични източници
- Αγάπιος ὁ Λάνδος. Νέος Παράδεισος. Βενετία, 1872. Σ. 423-433;
- Bίος τοῦ ῾Οσίου Διονυσίου ὑπὸ Μητροφάνους / Ed. Β. Λαούρδας // ΑΠ. 1956. Ν 21. Σ. 43-79;
- Actes de Dionysiou // Ed. N. Oikonomidès. P., 1968. P. 59-61. (Archives de l'Athos; N 4);
- Афонский патерик. Т. 1. С. 535-548;
- Χρυσόβουλλον τοῦ αὐτοκράτορος Τραπεζούντος ᾿Αλεξίου Γ´ τοῦ Μεγάλου Κομνηνοῦ // ῾Ο ῞Οσιος Διονύσιος ὁ κτίτωρ. ῞Αγιον ῎Ορος, 2004. Σ. 90-99.